# Battaglia dell'Inn
La battaglia dell'Inn fu uno scontro avvenuto nel 913 nell'ambito delle invasioni ungare dell'Europa. In quel contesto, un esercito magiaro di ritorno da vari saccheggi compiuti in Baviera, Svevia e Borgogna settentrionale affrontò le forze combinate del duca Arnolfo di Baviera, dei conti Ercangero e Burcardo II di Svevia e del nobile Udalrico, che li surclassarono ad Aschbach, presso il fiume Inn.

## Fonti
La battaglia presso l'Inn è menzionata negli Annales Alamannici (continuati da Ermanno il Contratto nell'XI secolo), negli Annales iuvavenses, nella Continuatio Treverensis chronici Reginonis (ovvero la prosecuzione del Chronicon di Regino di Prüm, scritta a Treviri nel 967), e negli Annales Sangallenses maiores (un'altra continuazione degli Annales Alamannici, compilati nell'abbazia di San Gallo). Quest'ultimo scritto riferisce che «l'intero esercito ungherese fu sbaragliato, salvo trenta uomini» (nisi 30 viros). Lo storico Károly Szabó ha sostenuto che questa cifra sia il risultato di un'interpolazione di epoca successiva. La battaglia è menzionata fugacemente anche negli Annales Sancti Quintini Viromandensis.

## Contesto storico
È l'Annalium Boiorum Libri Septem, scritto nel 1523 dallo storico e filologo umanista del XVI secolo Giovanni Aventino, a contenere i maggiori dettagli sulle circostanze che portarono alla battaglia. Il suo lavoro si basa principalmente su manoscritti redatti all'epoca degli scontri, ma oggi andati perduti. Aventino menziona l'evento in due paragrafi, accennando l'episodio in un primo momento nella seguente maniera: «Gli Ungari chiesero il pagamento di un tributo ad Arnolfo, cosa che rifiutò, spingendoli a invadere i bavaresi. Arnolfo li circondò e li massacrò». Nel secondo paragrafo, Aventino descrive più dettagliatamente gli eventi:
(Annalium Boiorum)

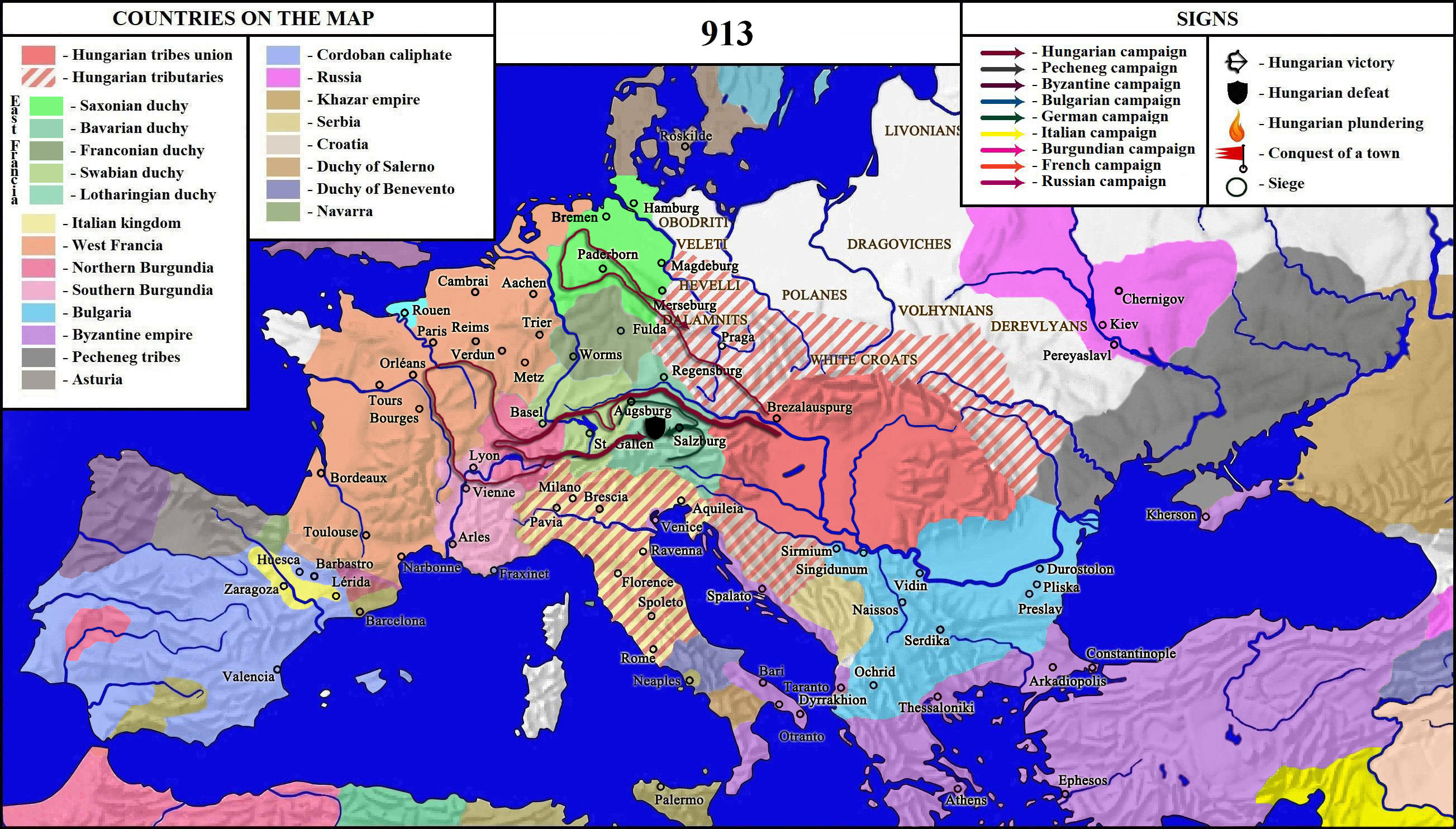
La campagna ungara in Europa condotta nel 913 nel regno dei Franchi Orientali, la Borgogna e la Francia occidentale

Il resoconto di Aventino conferma che Corrado fu obbligato a pagare un tributo agli aggressori, così come fece il suo predecessore Ludovico il Fanciullo, insieme ai duchi di Svevia, Baviera e Sassonia. La Baviera permise agli Ungari di entrare nel suo regno e le relazioni tra Baviera e Ungheria furono descritte come pacifiche durante quel periodo. Dopo la disastrosa battaglia di Presburgo del 907, Arnolfo rafforzò il suo potere confiscando le terre della Chiesa e secolarizzando numerose proprietà monastiche per raccogliere fondi con cui finanziare una difesa riorganizzata, cosa che gli valse l'appellativo de "il Cattivo" o addirittura "il Demonio", come attestano i cronisti medievali. Nonostante la "pace", garantita dal pagamento regolare delle tasse, dovette affrontare continue incursioni ad opera degli Ungari quando questi ultimi superavano i confini o tornavano nella pianura pannonica dopo aver condotto lunghe operazioni di razzia altrove. Tuttavia, l'energico e combattivo Arnolfo aveva già sconfitto un piccolo contingente di incursori ungari a Pocking, nei pressi del fiume Rott, l'11 agosto 909, dopo essersi ritirato da una campagna in cui avevano bruciato le due chiese di Frisinga. Nel 910, surclassò anche un altro piccolo contingente ungaro a Neuching, il quale stava facendo ritorno dalla vittoriosa battaglia di Lechfeld e da altri attacchi di saccheggio.
Lo storico István Bóna ha descritto la battaglia come «la punizione di una banda di rapinatori» che aveva arbitrariamente violato le condizioni di pace; per tale motivo, la battaglia dell'Inn coincise semplicemente con una rappresaglia contro un capotribù o una piccola unità. Lo storico Levente Igaz ha sostenuto che i bavaresi riuscirono a ottenere successo contro gli aggressori ungari soltanto perché di ritorno da una serie di battaglie che gli aveva permesso di portare con sé vaste quantità di bottini, prigionieri e bestiame che ne rallentarono la marcia. È possibile che, dopo anni di pace e stabilizzazione, Arnolfo si sentisse abbastanza forte da creare nuove condizioni favorevoli per la sua alleanza forzata con gli Ungari. Dopo il suo comportamento disobbediente, gli Ungheresi lanciarono una spedizione punitiva contro il suo ducato, provocando una guerra. La sua strategia consapevole fu confermata dal resoconto degli Annales Alamannici, che riportava che Arnolfo aveva concluso un'alleanza con i suoi parenti, i conti svevi Ercangero e Burcardo II, e con un influente nobile di nome Udalrico contro i magiari. L'opera di Aventino suggerisce inoltre che Arnolfo impiegò la «tattiche militari» degli Ungari quando ordinò ai soldati di nascondersi e di imitare la ritirata, confermando uno scambio culturale militare al confine tra Baviera e Ungheria.

## La battaglia e conseguenze
(Annalium Boiorum)
Igaz ha sostenuto che la coalizione di forze tedesche colpì l'accampamento ungaro vicino ad Altötting o ad Asbach, oltre la valle dell'Inn. Non essendoci notizie di spedizioni militari magiare nell'anno successivo (914), diversi storici hanno considerato l'attacco di Arnolfo come «la prima sconfitta davvero significativa» riportata dagli Ungari dopo la loro interminabile serie di proficue invasioni contro l'Europa occidentale, antecedente quindi alle sconfitte a Riade (933) e a Lechfeld (955). Tuttavia, come sottolineato da Igaz, ci furono altri esempi in cui un piccola contingente ungaro fu perseguitata e massacrata, ad esempio, come predetto da Eccheardo, quando degli invasori magiari ubriachi e stanchi furono uccisi dagli abitanti del villaggio di Friccowe.